# パズル!虫姫たま
『パズル! 虫姫たま』(puzzle! mushihime-tama)はケイブ制作のアーケードゲーム。2005年に稼動開始。
同社のシューティングゲーム『虫姫さま』のキャラクターを使用したパズルゲームである。ゲームシステムは『魚ポコ』がベース。最初に発表されたタイトルは『虫姫さまのパズルゲーム（仮）』だったが、次に『虫ポコさま』と変更され、最終的にこのタイトル（タイトルロゴでは虫姫さまの"さま"が×印で消され、"たま"が書き加えられている）に落ち着いた。

## ゲームのルール
8方向レバーで操作を行う。ライフ制。
基本ルールは『魚ポコ』と同様。

## 連鎖
2連鎖以上連消しすると合計の消したバブルが何個か数えるが、連鎖すると高得点。

## キャラクター
パズルゲームのみで登場するキャラクター。
レコ
ホシフリの里に登場する少女。年齢15歳。
カブタン
虹玉に閉じ込められている甲獣。レコが助けることになる。
キンイロ
パズルゲームには出番が無い。
ガッタ
第1の敵。
カナブ
第2の敵。
ゲンゴ
第3の敵。
テント
第6の敵。
ゾー
第5の敵。
バタタ
第7の敵。
ルリタマ
第4の敵。
大きな甲獣さんたち
虹玉で閉じ込めようとしているカブタンを食べられる。ショットでないと倒せない。

## 玉の種類
森の虹玉
3つつなげると消える。
カラ玉
隣で虹玉を消せばカラが剥れる。
六角玉
とても硬いので消えない。
琥珀玉
勢い良く虹玉をぶつけよう。
レヴィ玉
虹玉が消えるとカラが取れてレヴィ＝センスになって消える。硬いものもある。
レヴィ＝センス
キラキラ舞って消える。
ケムリ草
虹玉をぶつけると消える。

## スペシャルメッセージ
- JustFit! - 玉と玉の間にぴったり合わせて落とす。100個貯まるとライフが1増える。
- CounterHit! - 玉が落ちてきた瞬間に発射する。攻撃力とスコアが2倍。